# Juan Javier Flores Arcas
Juan Javier Flores Arcas (Linares, 7 marzo 1951) è un religioso spagnolo, monaco benedettino, liturgista e rettore emerito del Pontificio ateneo Sant'Anselmo.

## Biografia
Juan Javier Flores Arcas nacque il 7 marzo 1951 a Linares nella provincia andalusa di Jaén. Entrò come monaco nell'abbazia della Santa Croce della valle de los Caídos e poi nel monastero di Santo Domingo de Silos, ove ha emesso la professione solenne nel 1978; è stato ordinato sacerdote nel 1983. Ha studiato filologia ispanica all'Università Complutense di Madrid, dove nel 1973 ha ottenuto la licenza. A Roma, presso il Pontificio ateneo Sant'Anselmo, ha conseguito nel 1995 il dottorato in sacra liturgia.
Dal 2000 al 2008 fu preside del Pontificio istituto liturgico, mentre nel 2005 fu tra gli esperti voluti da Benedetto XVI in occasione del sinodo sull'eucaristia. Nel 2005 e nel 2008 fu consulente per il sinodo dei vescovi, mentre nel 2009 divenne rettore del Pontificio ateneo Sant'Anselmo, ruolo che ricoprì sino al 2017. Il 13 dicembre 2016 papa Francesco lo ha confermato tra i consultori della Congregazione per il culto divino e la disciplina dei sacramenti. Negli ultimi mesi del 2019, fu preside-sostituto dell'Istituto internazionale di teologia pastorale sanitaria Camillianum fino alla cessazione dell'ente, avvenuta in data 30 settembre 2019.
Nel 2017 gli è stato conferito il premio letterario Basilicata per la sua opera omnia.
L'11 febbraio 2020 gli è stato conferito il sesto memorial "Pere Tena" di pastorale liturgica dedicato al vescovo spagnolo Pere Tena i Garriga.
Juan Javier Flores Arcas è docente della facoltà di teologia presso l'Ateneo Sant'Anselmo e ordinario del Pontificio istituto liturgico, di cui è titolare della cattedra di liturgia sacramentaria; vi tiene, inoltre, corsi di teologia liturgica, sacramentali, Iniziazione cristiana e benedizioni ed esorcismi. È membro del Pontificio comitato per i congressi eucaristici internazionali ed è procuratore generale delle congregazioni benedettine di Solesmes e del Cono Sur.

## Opere
- (ES) Juan Javier Flores Arcas, Traducir en la vida el misterio pascual. Apuntes para una espiritualidad litúrgica, Madrid, Ediciones Paulinas, 1992, ISBN 9788428514712, OCLC 33950431.
- (ES) Juan Javier Flores Arcas, Un nuevo viacrucis, Madrid, Ediciones Paulinas, 1992, ISBN 9788428514477, OCLC 434537900.
- (ES) Juan Javier Flores Arcas, Vía lucis, Madrid, Ediciones Paulinas, 1993, ISBN 9788428515344, OCLC 435404886.
- (ES) Juan Javier Flores Arcas, Las fiestas del Señor, Madrid, San Pablo, 1994, ISBN 9788428516150, OCLC 434280118.
- (LA, ES) Juan Javier Flores Arcas, Las horas diurnas del Liber Horarum de Silos, Santo Domingo de Silos, Abadía de Santo Domingo de Silos, 1997, ISBN 9788470095115.
- (ES) Juan Javier Flores Arcas, Una liturgia para el tercer milenio, Madrid, Biblioteca de Autores Cristiano, 1999, ISBN 9788479144333.
- (ES) Juan Javier Flores Arcas, Introducción a la teología litúrgica, Barcelona, Centre de Pastoral Litúrgica, 2003, ISBN 9788474678857, OCLC 717107264.
- (ES) Juan Javier Flores Arcas, Los sacramentales. Bendiciones, exorcismos y dedicación de las iglesias, Barcelona, Centre de Pastoral Litúrgica, 2010, ISBN 9788498053951, OCLC 645652923.
- (ES) Juan Javier Flores Arcas, La evolución del concepto de sacramento a través de los siglos. Una visión litúrgica de la sacramentalidad de la Iglesia, Barcelona, Centre de Pastoral Litúrgica, 2016, ISBN 9788498058963, OCLC 1041383743.
- (ES) Juan Javier Flores Arcas, De una teología estética a la belleza del ars celebrandi, in Revista católica, vol. 110, n. 1167, luglio-settembre 2010,  pp. 197-222, OCLC 692439978.
- (ES) Juan Javier Flores Arcas et al., La Oración litúrgica, XL jornadas de l'Asociación Española de Profesores de Liturgia, seminario conciliare San Julián de Conca, 25-28 agosto 2015, Barcelona, Centre de Pastoral Litúrgica, 2016, OCLC 1104004240.
- (IT, EN) Istituto monastico della facoltà di teologia, La "Divina pietas" e la "Suppletio" di Cristo in S. Gertrude di Helfta. Una soteriologia della misericordia, a cura di Juan Javier Flores Arcas e Bernard Sawicki, Atti del convegno. Casa di esercizi spirituali Nostra Signora Madre della Misericordia, Roma, 15-17 novembre 2016, Roma, Pontificio Ateneo Sant'Anselmo, 2017, OCLC 993879281.